# شهرستان آشتابولا (اوهایو)
شهرستان آشتابولا، اوهایو (به انگلیسی: Ashtabula County, Ohio) شهرستانی در ایالات متحده آمریکا است که در اوهایو واقع شده‌است.

## خصوصیات
شهرستان آشتابولا ۳٬۵۴۴ کیلومترمربع مساحت دارد.